# Erysimum cheiranthoides
Erysimum cheiranthoides es una especie de plantas de la familia Brassicaceae. Se distribuye por Europa, Asia y Norteamérica. Posiblemente es nativa de Eurasia pero se ha extendido y se ha naturalizado en casi todas las regiones. 

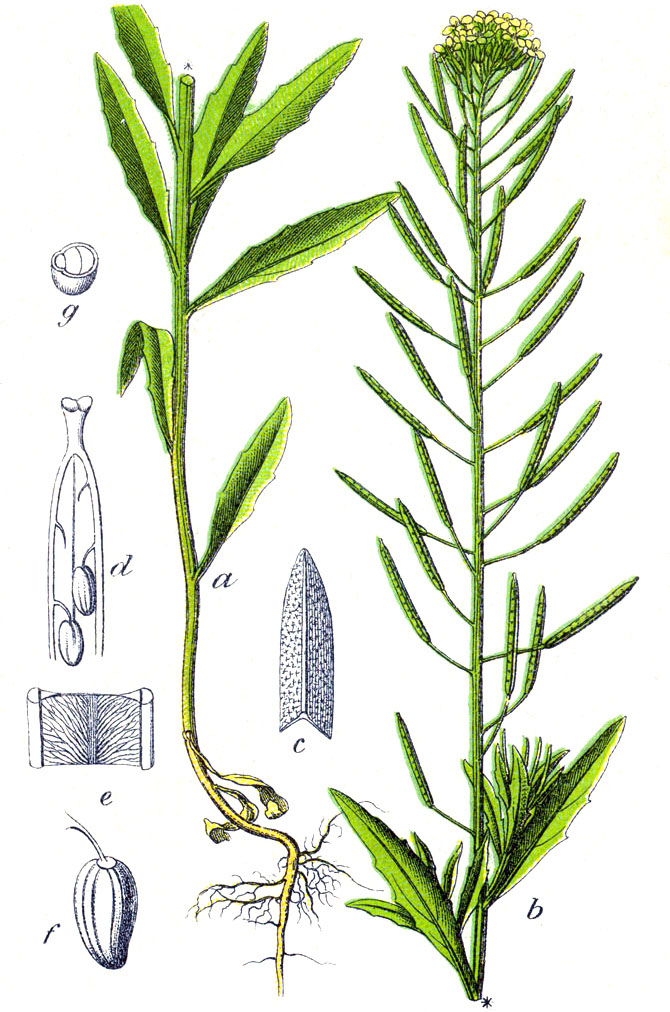
Ilustración

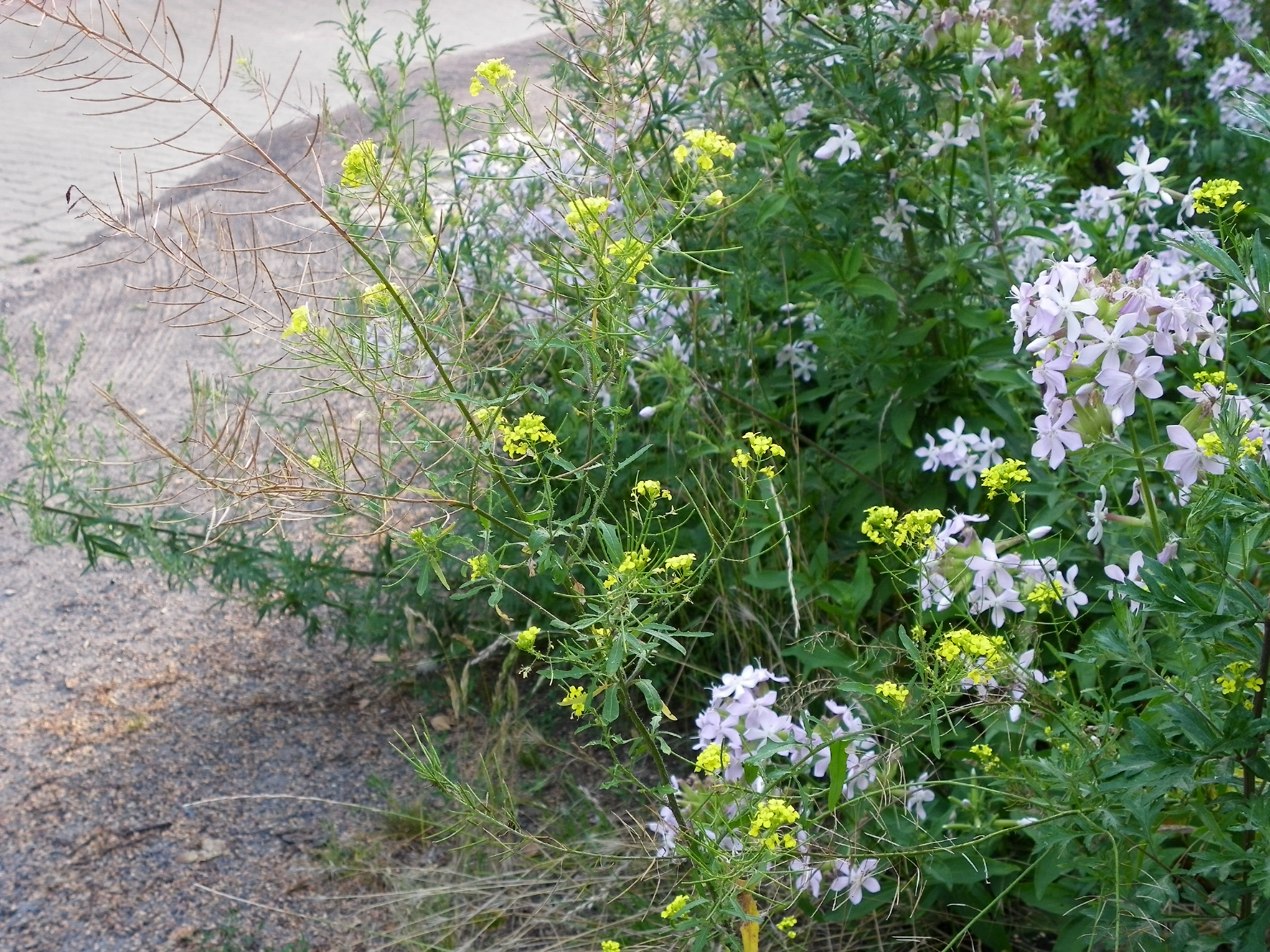
Vista de la planta

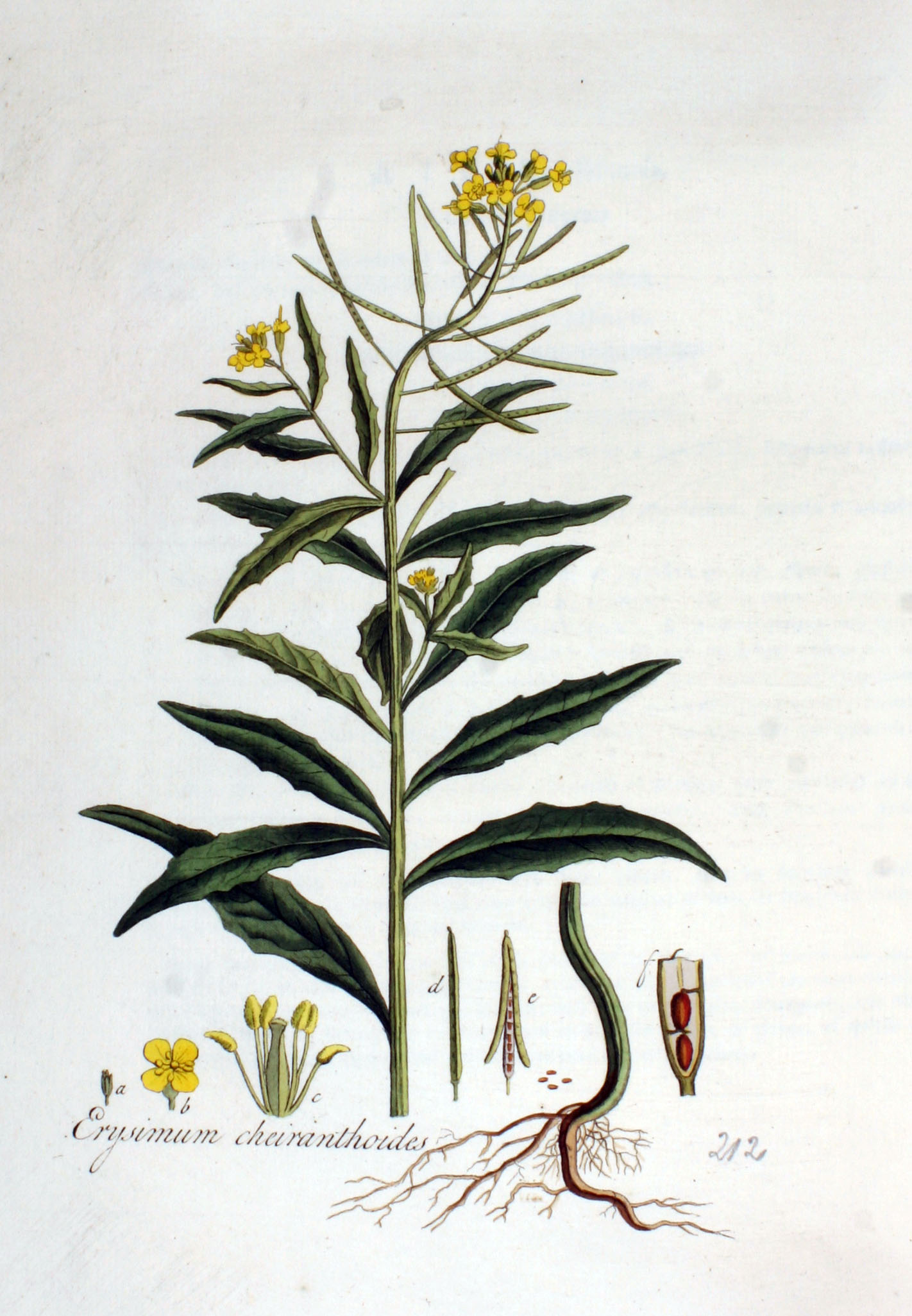
Ilustración de Flora Batava

## Descripción
Es una planta herbácea anual de la planta de apariencia similar a otras mostazas, el crecimiento es un tallo erguido de 15-100 cm (raramente 150 cm) de altura. Las hojas son lanceoladas a elípticas , de 2-11 cm de largo y 0.5-1 cm de ancho, con la totalidad del grueso margen dentado. Las flores son de color amarillo brillante, de 5-12 mm de diámetro, producidas en una erecta inflorescencia . El fruto es una cápsula cilíndrica delgada  de 1-3 cm (raramente 5 cm) de largo, que contiene varias semillas marrones pequeñas y oscuras.

## Taxonomía
Erysimum cheiranthoides fue descrita por (Hornem.) DC. y publicado en Species Plantarum 2: 661. 1753.
Etimología
Erysimum: nombre genérico que deriva de las palabras griegas: eryomai = "para ayudar o salvar", porque algunas de las especies,  supuestamente, tenían un valor medicinal.
cheiranthoides: epíteto latíno compuesto que significa "semejante a Cheiranthus"
Sinonimia
- Erysimum parviflorum Dulac [1867]
- Erysimum parviflorum Chevall. [1827]
- Erysimastrum cheiranthus Trautv. [1883]
- Crucifera erysimum E.H.L.Krause [1902]
- Conringia turritoides Lam. [1779]
- Cheirinia cheiranthoides` (L.) Link [1822]
- Cheiranthus turritoides Lam. [1788]
- Cheiranthus cheiranthoides (L.) A.Heller[5]
- Cheiranthus aquaticus Lej.
- Cheiranthus erysimoides Huds.
- Cheiranthus scapigerus Willd.
- Cheiranthus turritoides Lam.
- Cheirinia cheiranthoides (L.) Link
- Cheirinia cheiranthoides var. prostrata Lunell
- Cheirinia parviflora Farw.
- Erysimum altum (Ahti) Tzvelev
- Erysimum cheiranthifolium Gilib.
- Erysimum etnense Jord.
- Erysimum japonicum (H.Boissieu) Makino
- Erysimum lanceolatum Hook.
- Erysimum segusianum Jord.
- Sisymbrium cheiranthoides Eaton & Wright[6]